# Johann von Zesterfleth
Johann II. von Zesterfleth (* um 1314; † 11. Dezember 1388 auf der Rotenburg, auch: Johannes) war von 1381 bis 1388 Bischof von Verden.
Johann stammte aus der stiftsbremischen Ministerialenfamilie der von Zesterfleth, die im Alten Land begütert und Teil der Burgmannschaft der Horneburg waren.
1339 erhielt er durch Papst Benedikt XII. eine Anwartschaft auf eine Domherrnstelle im Domkapitel Bremen. 1346 ist er erstmals als Domherr nachweisbar. 1350 ist er als Gräfe in Buxtehude bezeugt, ab 1365 als Domschatzmeister in Bremen und ab 1374 zusätzlich zu dieser Würde als Domdekan ebendort.
Johann sorgte 1376 für einen Skandal, als er dem amtierenden Bremer Erzbischof Albert vorwarf, er sei ein Hermaphrodit. Dieser Vorwurf erfolgte im Zuge des Lüneburger Erbfolgekrieges, um den braunschweigischen Albrecht zu verdrängen. Der Vorwurf hatte gelautet, dass der Erzbischof gleichzeitig Frau und Mann sei. Vermutlich hatte der Domdekan seinem Erzbischof homosexuelle Praktiken vorwerfen wollen, was dieser anders interpretierte, um durch vier öffentliche Beschauungen die Vorwürfe zu entkräften. Eine anschließende Fehde des Domdekans mit Unterstützung des Stiftadels endete mit einer Aussöhnung, so dass Johann seine Ämter als Domschatzmeister und Domdekan bis zu seiner Wahl zum Bischof von Verden im Jahr 1380 weiter bekleidete.
Johann sah sich auf dem Höhepunkt seiner Macht, als Kurfürst Wenzel I. ihm 1386 die Lehnshoheit über die Grafschaften Lüchow und Dannenberg sowie die halbe Grafschaft Lüneburg zuerkannte. Er versuchte in dieser Zeit den an dem Skandal gegen Albrecht beteiligten Johannes II. von Schlamstorf vergeblich als seinen Nachfolger zu gewinnen. Nach dem Tode Wenzels 1388 verlor er die frisch gewonnenen Güter aber wieder.
Als Nachfolger sah er jetzt Otto II. von Braunschweig-Lüneburg voraus, ein Verwandter des Bischofs Albert, den er in Bremen noch bekämpft hatte. Er starb am 11. Dezember auf der Rotenburg und wurde im Kloster Bredenbeck (heute: Neukloster in Buxtehude), in der Nähe seiner Familiengüter, bestattet.